# カラーム
カラーム（kalam アラビア語: علم الكلام）は、イスラム教における神学（イスラム神学）、弁証法による神学上の思索を示す語である。イスラム思弁神学ともいう。
元々はアラビア語で「言語／ことば」を意味する語であったが、アッラーの言葉（もしくは言葉の神性）を議論の対象として取り上げたこと、またこの語が「議論」「討論」という意味をもつようになったことから、「議論と証拠をもって信仰を確立し、信仰上の疑問を払いのける学問」として用いられるようになった。この用語の変化が起こったのは、ムゥタズィラ学派成立以後だとされる。

## 様々な学派

### スンナ派
- ムゥタズィラ学派
- アシュアリー学派